# 珍寶 (威士忌)

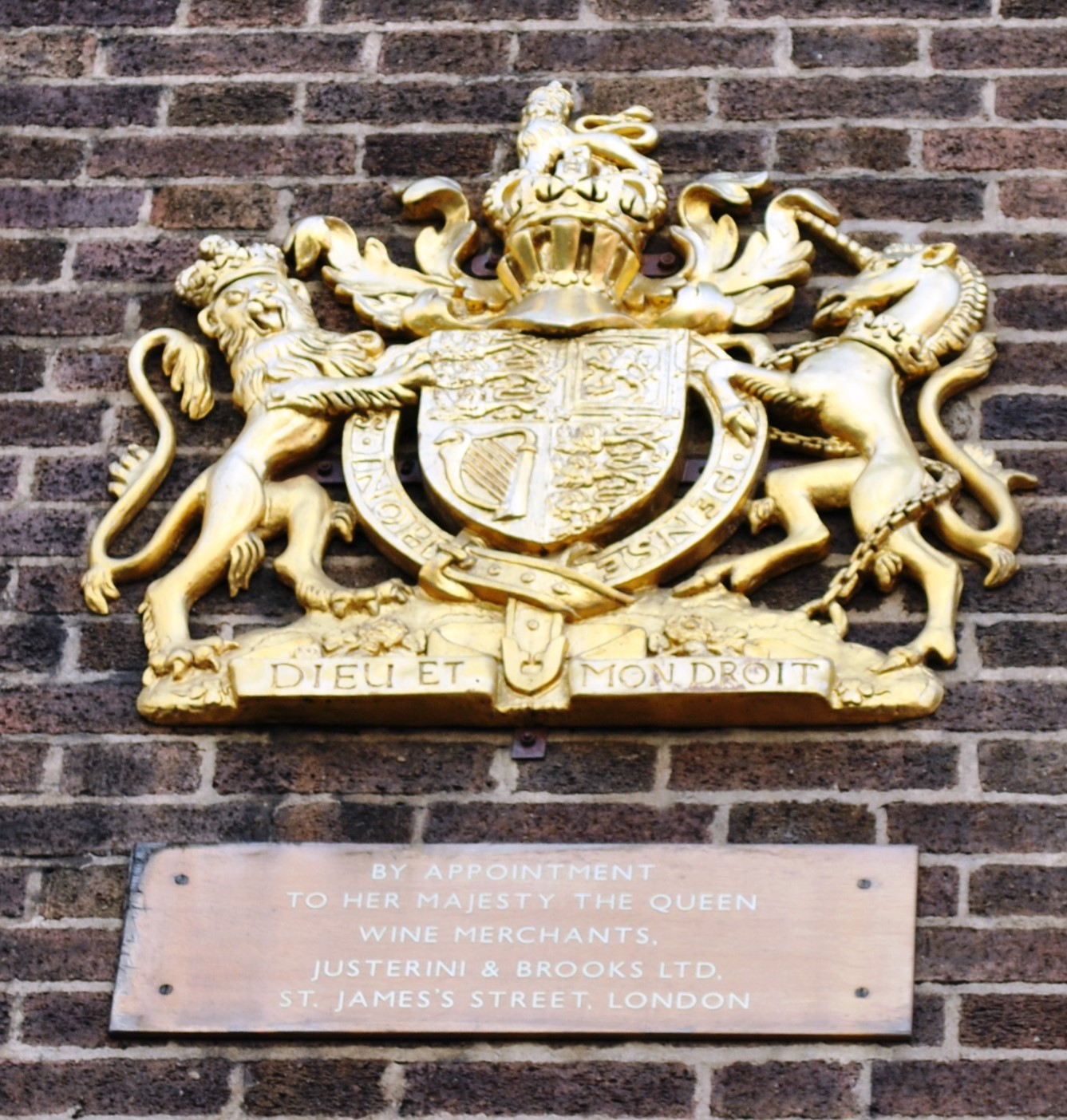
品牌紋章

珍寶（英語：Justerini & Brooks，簡稱：J&B）是英国的一个威士忌品牌。

## 历史
由意大利人Giacomo Justerini和英格兰人George Johnson于1749年在伦敦创建。乔治三世即位后，该品牌成为了英国王室的主要供应商。目前该品牌由帝亚吉欧持有。